# Tetramesa gahani
Tetramesa gahani är en stekelart som först beskrevs av Phillips 1936.  Tetramesa gahani ingår i släktet Tetramesa och familjen kragglanssteklar. Inga underarter finns listade i Catalogue of Life.